# Вільна алгебра Лі
У математичній теорії алгебр Лі вільна алгебра Лі є вільним об'єктом у категорії алгебр Лі із гомоморфізмами Лі. Виходячи з  вільної алгебри, можна побудувати алгебри Лі з заданими генераторами і співвідношеннями подібно до задання групи.

## Означення

### Універсальна властивість
Вільною алгеброю Лі {\displaystyle FL(X)} породженою множиною {\displaystyle X} називається алгебра Лі, що задовольняє універсальну властивість:
Існує вкладення {\displaystyle X\rightarrow FL(X)} і якщо {\displaystyle \theta :X\rightarrow L} є вкладенням множини {\displaystyle X} у довільну алгебру Лі {\displaystyle L,} то існує єдиний гомоморфізм алгебр Лі {\displaystyle \varphi :FL(X)\rightarrow L}, для якого {\displaystyle \varphi \circ i=\theta }.
Із універсальної властивості випливає ізоморфізм усіх вільних алгебр Лі породжених множиною {\displaystyle X.} Прямі побудови подані нижче показують існування вільних алгебр Лі.

### Пряма побудова
Нехай {\displaystyle K} позначає довільне поле. Для множини {\displaystyle X\not =\emptyset } позначимо {\displaystyle A(X)} вільну асоціативну K-алгебру породжену множиною {\displaystyle X} і {\displaystyle i:X\rightarrow A(X)} — відображення вкладення. На цій алгебрі можна ввести комутатор
{\displaystyle [a,b]:=a\cdot b-b\cdot a,\quad a,b\in A(X)}
і з цією операцією {\displaystyle A(X)} є алгеброю Лі. Визначимо
{\displaystyle FL(X):=\bigcap \{L|L\subset A(X),\;i(X)\subset L\}}
де перетин береться по всіх підалгебрах Лі у {\displaystyle A(X),} що містять {\displaystyle i(X).}. 
{\displaystyle FL(X)} є вільною алгеброю Лі породженою множиною {\displaystyle X}.
Згідно з побудовою {\displaystyle i(X)\subset FL(X)} і {\displaystyle i} можна розглядати як вкладення {\displaystyle X\rightarrow FL(X).}

### Альтернативна побудова Бурбакі
Бурбакі подав альтернативну конструкцію вільної алгебри Лі. Для непорожньої множини {\displaystyle X} і {\displaystyle M(X)}— то вільна магма на {\displaystyle X} і {\displaystyle \mathrm {Lib} (X)}— асоціативна алгебра із базисом {\displaystyle M(X)} із продовженням множення по лінійності. В ньому розглядається ідеал {\displaystyle I\subset \mathrm {Lib} (X)}, породжений усіма елементами виду
{\displaystyle a\cdot a,\quad a\in \mathrm {Lib} (X)}
{\displaystyle a\cdot (b\cdot c)+b\cdot (c\cdot a)+c\cdot (a\cdot b),\quad a,b,c\in \mathrm {Lib} (X).}
Тоді {\displaystyle \mathrm {Lib} (X)/I} є вільною алгеброю породженою множиною {\displaystyle X}.

## Приклади і властивості
- Якщо {\displaystyle X=\{x\}} є одноелементною множиною, то {\displaystyle A(\{x\})} є алгебрі многочленів від однієї змінної {\displaystyle x}. З введеним вище комутатором {\displaystyle A(\{x\})} є комутативною алгеброю Лі. За означенням {\displaystyle FL(\{x\})} є найменшою підалгеброю Лі, що містить {\displaystyle i(x)} і такою очевидно є {\displaystyle K\cdot i(x)}. Тому {\displaystyle FL(\{x\})\cong K} тривіальній одновимірній алгебрі Лі.

- Універсальна обгортуюча алгебра алгебри {\displaystyle FL(X)} є рівною {\displaystyle {\mathcal {U}}(FL(X))\cong A(X)}.[3]

## Породжуючі елементи і співвідношення
Нехай {\displaystyle X} непорожня множина. Мономом Лі називається скінченна послідовність дужок Лі з елементів {\displaystyle X}. Прикладом моному Лі може бути
{\displaystyle [[[x_{1},x_{2}],x_{1}],[x_{1},x_{3}]],\quad x_{1},x_{2},x_{3}\in X},
Словом Лі називається скінченна лінійна комбінація мономів Лі. Наприклад
{\displaystyle 7\cdot [[[x_{1},x_{2}],x_{1}],[x_{1},x_{3}]]-[[[[x_{1},x_{1}],x_{1}],x_{1}],x_{2}],\quad x_{1},x_{2},x_{3}\in X}.
Для множини {\displaystyle R} слів Лі у множині {\displaystyle X} позначимо {\displaystyle \langle R\rangle \subset FL(X)} найменший ідеал, що містить множину {\displaystyle R\subset FL(X)}. Тоді факторалгебра Лі
{\displaystyle L(X;R):=FL(X)/\langle R\rangle }
є заданою породжуючою множиною {\displaystyle X} і співвідношеннями {\displaystyle R}.

### Приклади
- {\displaystyle L(X;\emptyset )=FL(X)}, оскільки ідеалом у цьому випадку є {\displaystyle \{0\}}.

- Нехай елементами {\displaystyle R} є всі вирази виду {\displaystyle [x_{1},x_{2}],\,x_{1},x_{2}\in X}. Тоді {\displaystyle L(X;R)} є комутативною алгеброю для якої елементи {\displaystyle X} утворюють базис векторного простору.

- Нехай маємо множину {\displaystyle X=\{e_{1},\ldots ,e_{n},h_{1},\ldots ,h_{n},f_{1},\ldots ,f_{n}\}} і {\displaystyle A_{i,j}} деякі цілі константи, менші або рівні 0 для різних індексів.

Нехай {\displaystyle R} породжена елементами
{\displaystyle [h_{i},h_{j}]}
{\displaystyle [h_{i},e_{j}]-A_{i,j}e_{j}}
{\displaystyle [h_{i},f_{j}]+A_{i,j}f_{j}}
{\displaystyle [e_{i},f_{i}]-h_{i}}
{\displaystyle [e_{i},f_{j}]}   для   {\displaystyle i\not =j}
{\displaystyle [e_{i},[e_{i}[\ldots [e_{i},e_{j}]]]}   для {\displaystyle i\not =j} і {\displaystyle 1-A_{i,j}} входжень елементів {\displaystyle e_{i}}
{\displaystyle [f_{i},[f_{i}[\ldots [f_{i},f_{j}]]]}   для {\displaystyle i\not =j} і {\displaystyle 1-A_{i,j}} входжень елементів {\displaystyle f_{i}}
Дані співвідношення називаються співвідношеннями Серра. Якщо {\displaystyle A_{i,j}} є коефіцієнтами матриці Картана то {\displaystyle L(X;R)} є скінченновимірною напівпростою алгеброю Лі з даною матрицею Картана. Ці співвідношення таким чином використовуються для доведення існування напівпростих алгебр Лі для будь-якої системи коренів.. Для більш загального типу матриць ці ж співвідношення використовуються для означення алгебр Каца — Муді.